# Ancône
Ancône – miejscowość i gmina we Francji, w regionie Owernia-Rodan-Alpy, w departamencie Drôme.
Według danych na rok 1990 gminę zamieszkiwało 899 osób, a gęstość zaludnienia wynosiła 565 osób/km² (wśród 2880 gmin regionu Rodan-Alpy Ancône plasuje się na 840. miejscu pod względem liczby ludności, natomiast pod względem powierzchni na miejscu 1702.).

## Populacja

Populacja Ancône w latach 1962–2008